# Famille de Bausset-Roquefort
La famille de Bausset-Roquefort, anciennement Bausset, est une famille de la noblesse française subsistante. 
Cette famille compte parmi ses membres plusieurs prélats de l'Église catholique, un lieutenant général des armées navales, un homme politique.

## Histoire
La famille de Bausset-Roquefort est originaire de la Provence (Aubagne).
Gustave Chaix d'Est-Ange rapporte qu'en 1536 Pierre Bausset fut élu dernier consul de Marseille, fonction réservée exclusivement aux bourgeois, et qu'il s'enrichit dans le négoce et le trafic en gros de la mer.

## Personnalités
- Nicolas de Bausset (XVIe siècle), capitaine de galère et gouverneur des îles du château d'If et de Pomègues, valet de chambre du roi, chevalier de Saint-Michel
- Joseph-Bruno de Bausset-Roquefort (1702-1771), évêque de Béziers de 1745 à 1771;
- Antoine Hilarion de Beausset (1725-1790), officier général pendant la guerre d'indépendance des États-Unis, il parvient au grade de lieutenant général des armées navales en 1784. Commandeur de l'ordre royal et militaire de Saint-Louis, il est également président du Conseil de la marine.
- Emmanuel-François  de Bausset-Roquefort (1731-1802), évêque de Fréjus de 1766 à 1791 / 1801 (neveu du précédent), abbé de l'abbaye de Flaran de 1767 à 1790.
- Louis-François de Bausset (1748-1824), évêque, baron de l'Empire, cardinal, duc de Bausset-Roquefort, pair de France
- Pierre-Ferdinand de Bausset-Roquefort (1757-1829), évêque, baron de l'Empire (1808), archevêque d'Aix-en-Provence, Arles et Embrun, pair de France (1825)  (neveu du précédent)
- François de Bausset (1764-1841), député puis conseiller général des Bouches-du-Rhône

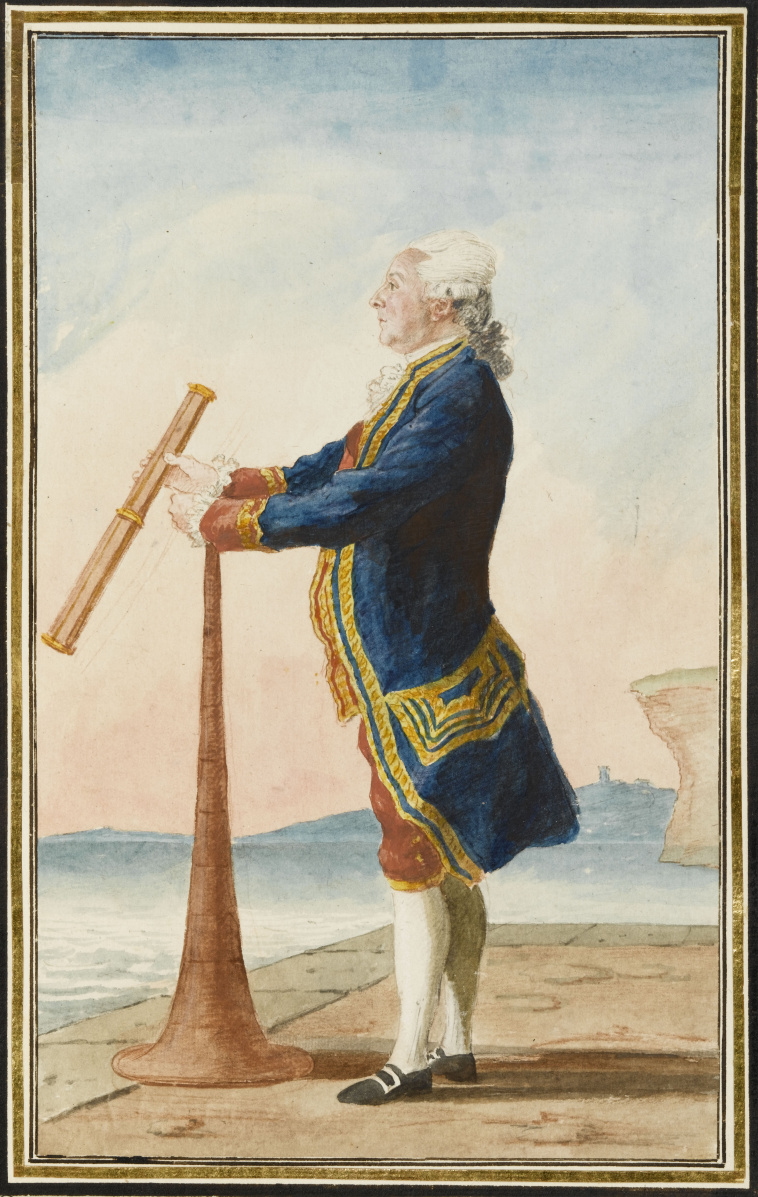
Antoine Hilarion de Beausset (1725-1790)
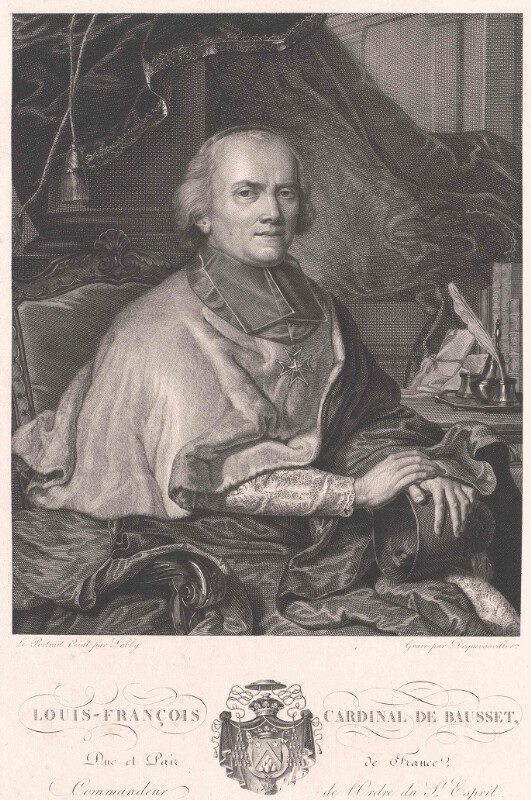
Louis-François de Bausset (1748-1824)